# Compañía Alemana Transatlántica de Electricidad
La Compañía Alemana Transatlántica de Electricidad (CATE) fue una empresa de electricidad perteneciente al holding alemán AEG, creada en 1896 e instalada en Buenos Aires en 1898, que se destacó por prestar servicios eléctricos en la Ciudad de Buenos Aires desde su fundación y obtener en 1907 una concesión de 50 años para el mismo servicio. En 1921 fue comprada por la Compañía Hispano Americana de Electricidad (CHADE), renombrada a partir de 1936 como Compañía Argentina de Electricidad (CADE).
La CATE fue la primera empresa eléctrica que concentró el negocio eléctrico, comprando las demás empresas y usinas existentes por entonces en Buenos Aires, y la que inició la práctica delictiva de cartelizar el servicio eléctrico en Argentina. Realizó un acuerdo monopólico con la empresa estadounidense ANSEC para repartirse el mercado argentino de electricidad, y con la Compañía Ítalo Argentina de Electricidad (CIAE), para repartirse el mercado eléctrico de la Ciudad de Buenos Aires y sus alrededores. En 1936 la CADE (sucesora de la CATE) y la CIAE sobornaron a altos funcionarios argentinos para extender sus concesiones otorgadas por 50 años, otros 40 años, y para dejar sin efecto la cláusula que las obligaba a entregar sus activos a la Ciudad de Buenos Aires al finalizar la concesión.

## Historia

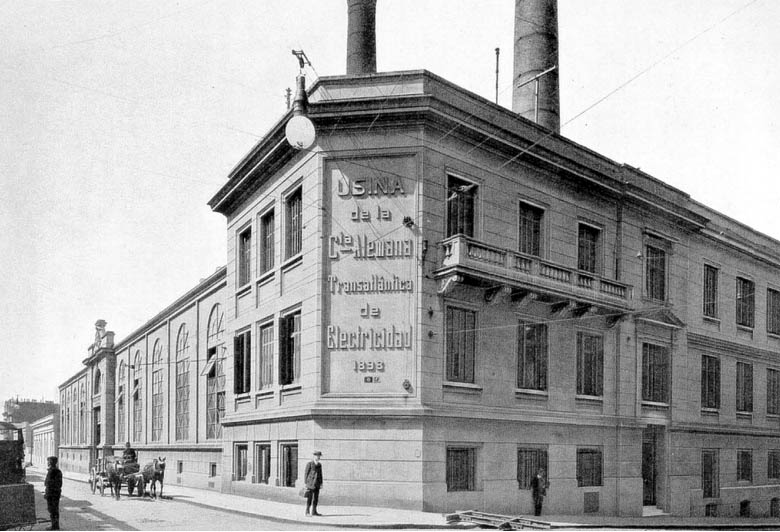
Primera central termoeléctrica de la CATE, construida en 1898 y ubicada en Paraguay y Reconquista.

El origen de la CATE se remonta al origen del enorme trust eléctrico alemán, la compañía AEG (Allgemeine Elektricitäts-Gesellschaft, que en español significa Compañía Alemana de Electricidad), fundada en 1883 en Berlín, por Emil Rathenau. En 1895 la AEG apuntó a extender sus negocios hacia el otro lado del Atlántico, eligiendo Argentina como punto de partida. A tal fin creó en Alemania una empresa que agregó a su nombre la palabra "Transatlántica", Deutsch Ueberseeische Elektricitäts-Gesellschaft, que fue inscripta en Argentina en 1898 con el nombre de Compañía Alemana Transatlántica de Electricidad.
Antes de iniciar sus servicios, la CATE construyó su primera central, instalada en las calles Paraguay y Reconquista (ver foto), con una potencia de 7000 caballos de fuerza (HP). En 1899 la Municipalidad de Buenos Aires otorgó a la CATE un permiso provisorio para generar y distribuir electricidad con una potencia de 4.800 kW mediante una red trifilar de 2 x 220 v en corriente continua. Simultáneamente la CATE inició la construcción de su primera central, instalada en las calles Paraguay y Reconquista (ver foto), con una potencia de 7000 caballos de fuerza (HP).
En ese momento el servicio eléctrico en la ciudad era prestado por varias empresas en condiciones reales de competencia, permitiendo que los usuarios optaran por aquella que prestaba el mejor servicio. En un libro publicado por la CATE para el Centenario, se relatan las dificultades que la competencia causó a la CATE en esos primeros años:

La demora que por varias razones ajenas a la voluntad de la Compañía Alemana Transatlántica de Electricidad sufrió el funcionamiento de su usina en la calle Paraguay, y la consiguiente impaciencia de los que, teniendo ya listas para funcionar sus instalaciones de alumbrado eléctrico, necesitaban con urgencia luz en sus locales, fueron, como es muy natural, aprovechadas por las demás empresas competidoras. Muchos de los más importantes suscriptores de la Compañía Alemana Transatlántica de Electricidad que, hartos de esperar y bajo la presión continua que la competencia ejercía sobre ellos, decidiéronse pues a rescindir sus contratos con nuestra compañía para poder conectar a las redes de las empresas rivales sus instalaciones ya concluidas.
CATE, 1910

En los años siguientes la CATE fue eliminando la competencia, comprando las demás empresas y usinas existentes por entonces en Buenos Aires, y daría también inicio a la práctica delictiva de cartelizar el servicio eléctrico en Argentina.
En 1903 la CATE acordó un cartel con las compañías inglesas, distribuyéndose el mercado, quedando el monopolio de la provisión de energía eléctrica en poder exclusivo de los alemanes y la red tranviaria en poder exclusivo de los ingleses. Se iniciaba así un proceso de trustificación que afectaría a toda la economía argentina y se consolidaría durante la Primera Guerra Mundial.
En 1903 la CATE compró la River Plate Electricity Cº, con su usina de San Juan y Azopardo, la usina y sus tres subestaciones de La Boca de la Anglo-Argentine Tramways Cº Ltd., la usina de la calle Cuyo (hoy Sarmiento) de La Primitiva Gas. En 1905 compró la Compañía de Tracción y Electricidad La Capital y su usina de Paseo Colón y Humberto 1º.
En los primeros años, el principal ingreso de la CATA provino de las empresas de tranvías, que encabezaron la lista de facturación de todo el período 1899-1909. Los rubros siguientes fueron el alumbrado particular (30%), la fuerza motriz para talleres y calefacción (13%) y el alumbrado público (4%). Este último aumentaría notablemente su aporte a la empresa a partir de la concesión de 1907.
En 1905, CATE poseía instalados 25.000 kW de potencia con tecnología alemana[cita requerida]. Dos años después, sorpresivamente, la compañía adquirió una licencia definitiva por parte de la Municipalidad de Buenos Aires para la prestación del servicio público de electricidad por el término de 50 años (con vencimiento el último día de 1957), que luego se extendió a los partidos de la Provincia de Buenos Aires cercanos a la Capital Federal.

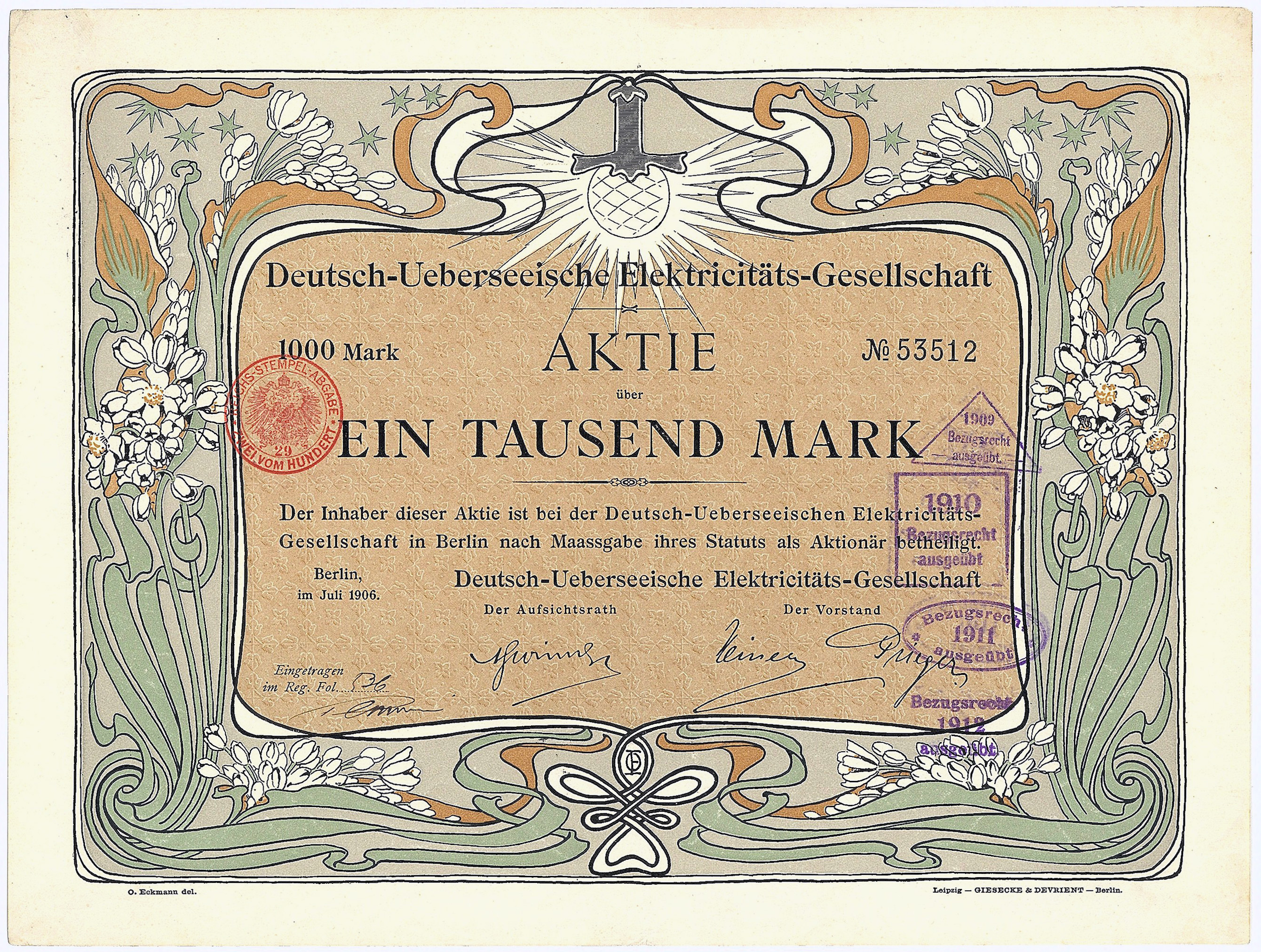
Acción de la Compañía Alemana Transatlántica de Electricidad por 1.000 marcos, emitida en Berlín en julio de 1906. El diseño gráfico de la acción es obra del artista modernista Otto Eckmann. El objetivo de la empresa, fundada por Deutsche Bank y AEG, era crear centrales eléctricas, principalmente en Sudamérica (Buenos Aires, Santiago de Chile, Valparaíso, Montevideo). Posteriormente, su actividad más importante fue, con diferencia, el suministro de electricidad a la capital argentina, Buenos Aires.

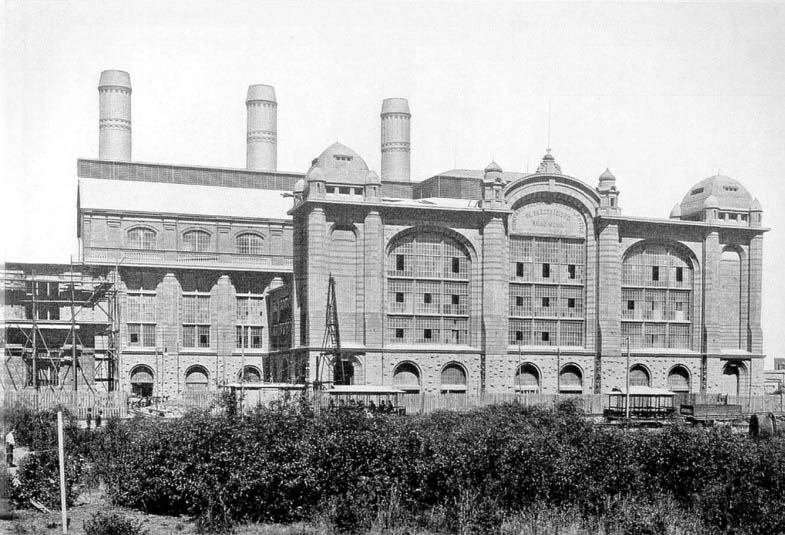
Gran central de Dock Sud inaugurada en 1910.

La gran extensión del plazo ha sido asociada a la corrupción y despertó sospechas entre los periodistas de la época. El diario conservador La Prensa publicó el 4 de diciembre de 1907 un artículo crítico titulado "Una sorpresa" en el que critica la concesión por "esclavizar a la Municipalidad a una empresa extranjera":

Ayer una comisión municipal, con una urgencia injustificada e impertinente, trató sobre tablas, el contrato con la empresa de alumbrado eléctrico... Establece obligaciones que abrumarán mañana al vecindario; descuida previsiones que serían garantías ciertas de mejoramiento y de conquistas económicas y administrativas; esclaviza a la Municipalidad de Buenos Aires a una empresa extranjera durante cincuenta años.

Las altas tarifas y la extraordinaria longitud del plazo de concesión fueron justificados con lo que se llamó la "cláusula de reversión", que establecía que los edificios, terrenos, maquinarias, red de cables, cajas de distribución, conexiones, estaciones secundarias y de transformación pasarían automáticamente al patrimonio de la Municipalidad de Buenos Aires sin cargo al término del contrato, igual que todas las ampliaciones y extensiones. Se establecía además un fondo de previsión o renovación, una suerte de garantía pagada por las tarifas que aseguraba que al terminar la concesión todas las instalaciones pasarían al Estado en perfecto estado de conservación.
En los hechos, sin embargo, la "cláusula de reversión" no se cumpliría y el plazo de concesión sería ampliado aún más, debido a que las empresas eléctricas concesionarias sobornarían a los funcionarios, causando graves perjuicios económicos a la población de la ciudad.
En 1910 la CATE inaugura una enorme central en el Dock Sud. Poco después de constituirse en la empresa que había logrado monopolizar el servicio eléctrico en Buenos Aires, como resultado del pacto monopólico de 1903 con las empresas inglesas, la CATE tuvo que enfrentarse a un nuevo competidor: la Compañía Ítalo Argentina de Electricidad.

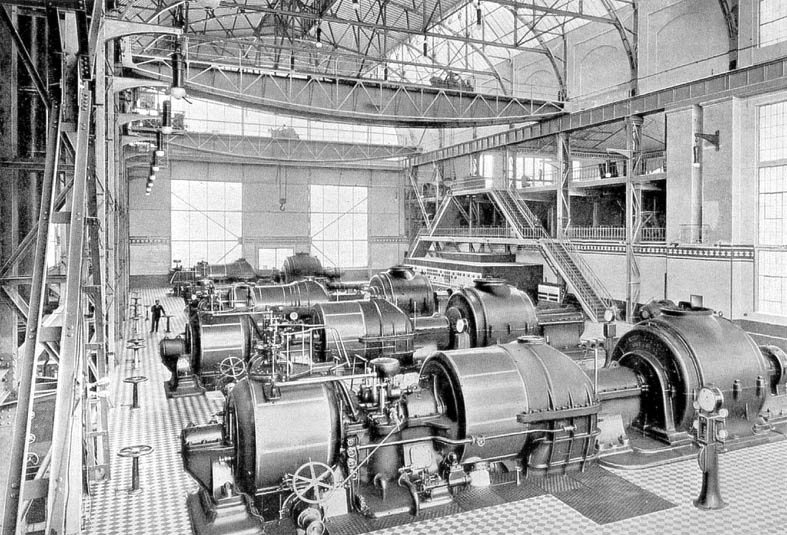
Usina de Dock Sud. Primera sección de grandes usinas.

La derrota de Alemania en la Primera Guerra Mundial (1914-1918), llevó a ese país a una seria crisis económica y política, que complicó la situación financiera de CATE debido a las dificultades para obtener capitales adicionales para realizar inversiones que pudieran atender la demanda creciente. La empresa fue vendida entonces en 1921 a la Compañía Hispano Argentina de Electricidad (CHADE), con sede central en Madrid y Barcelona, perteneciente a Sofina, un poderoso holding mundial de capitales europeos con sede en Bélgica.

## Acontecimientos posteriores
La CHADE-CADE continuó con la concesión de 50 años obtenida por la CATE en 1907. En 1936 protagonizó el célebre Escándalo de la CHADE al sobornar altos funcionarios políticos, logrando que se dictaran dos ordenanzas ampliando la concesión otros 40 años y que la "cláusula de reversión" fuera derogada.
El escándalo y la corrupción llevaron a que la dictadura autodenominada Revolución Libertadora declarara en 1957 la nulidad de las ordenanzas.[cita requerida] Sin embargo al vencer la concesión el 31 de diciembre de ese año, no finalizó la CADE se negó a dar por concluida la concesión, y entregar los bienes a la Ciudad de Buenos Aires como había sido establecido. Al año siguiente el presidente Arturo Frondizi llegó a un acuerdo con la CADE, formando una nueva empresa llamada Segba y reconociéndole un 78% de capital de la empresa. Tres años después Frondizi cerró la operación ordenando que el Estado argentino comprara la totalidad de las acciones de la CADE en Segba, sin que se cumpliera la "cláusula de reversión".